# Lowrider (Fahrradgepäckträger)

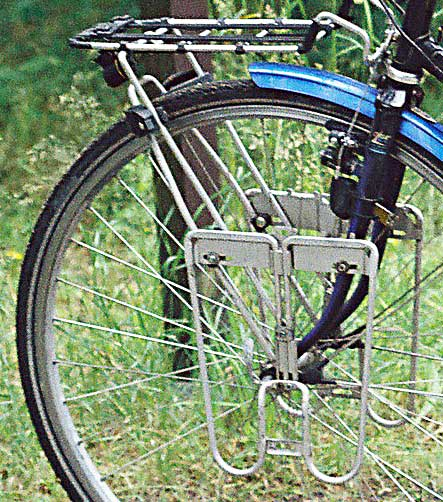
Lowrider

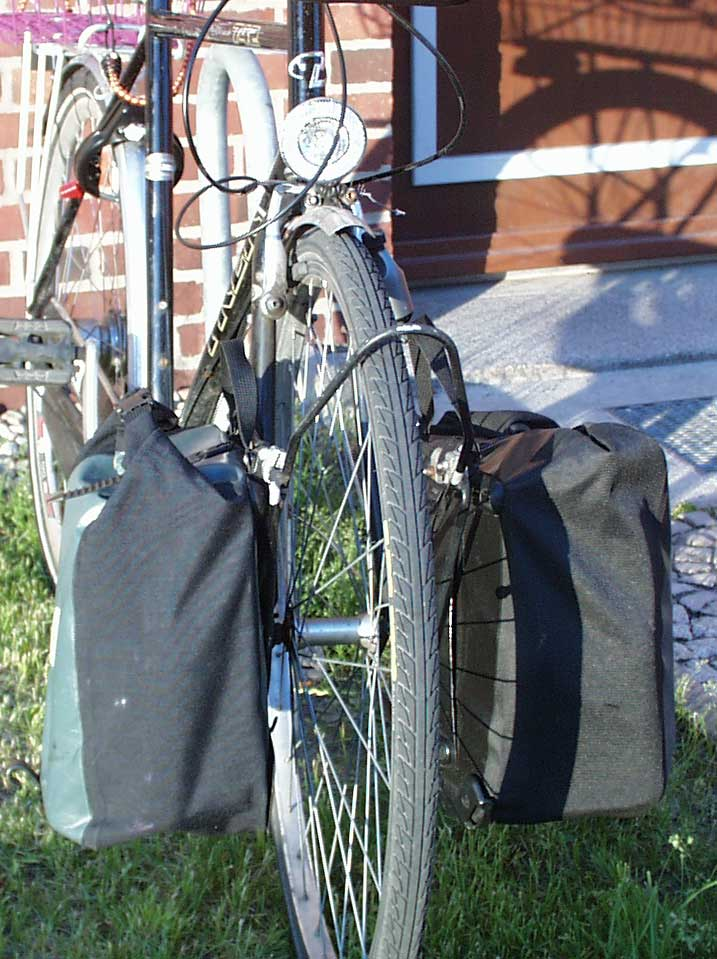
Lowrider mit Packtaschen

Als Lowrider (auch Low-Rider) wird eine Haltevorrichtung für Gepäck(taschen) an Fahrrädern bezeichnet, die an der Gabel befestigt wird und tiefer liegt (low) als übliche Fahrradgepäckträger, die meist am Hinterrad angebracht werden.
Bei einem an der Gabel befestigten Träger muss das Gewicht des Gepäcks beim Lenken mitbewegt werden. Dadurch verändert sich das Lenkverhalten des Fahrrads. 
Seitlich des Laufrads am Lowrider befestigtes Gepäck beeinflusst das Lenkverhalten jedoch weniger, als auf einem Träger oder in einer Lenkertasche positioniertes Gepäck. Die Masse befindet sich dicht an der Lenkachse, wodurch das Trägheitsmoment sowie die Lenkkräfte minimiert werden. 
Lowrider wurden für Reiseräder entwickelt, um die negativen Auswirkungen herkömmlicher Vorderradgepäckträger auf die Richtungsstabilität beim Fahren zu vermeiden.
Lowrider erhöhen den Fahrkomfort, indem sie eine balancierte Verteilung des Gepäckgewichts auf Vorder- und Hinterrad ermöglichen. Die Handhabung des stehenden oder geschobenen Fahrrads wird dadurch verbessert, dass das Gepäck im Low-Rider zu einem niedrigeren Schwerpunkt des Fahrrads führt.
Der Lowrider wird am herkömmlichen Reiserad an der Gabel links und rechts des Vorderrads, am Liegerad hingegen üblicherweise zwischen den Rädern, meist unter dem Sitz, angebracht.
Zur sicheren Anbringung eines Lowriders an der Vorderradgabel sind spezielle Ösen mit M5-Gewinde an den Gabelholmen erforderlich. Zusätzlich wird er an Gewindeösen neben den Ausfallenden befestigt. Federgabeln besitzen solche Ösen meist nicht. Dies wäre auch nicht sinnvoll, denn eine solche Montage würde beim Beladen die ungefederte Masse der Federgabel zu stark erhöhen und die Federgabel in ihrer Funktion einschränken.
Lowrider für Federgabeln, die durch ihre Bauart diesen Umstand berücksichtigen, gehören aufgrund ebendieser Bauart nicht zur Kategorie der Lowrider. Sie binden oberhalb der eigentlichen Federung an und sind damit bewegungsgleich mit der oberen gefederten Seite. Weil sich auch mit Gepäck die ungefederte Masse nicht erhöht, wird das Fahrverhalten nur wenig eingeschränkt. Allerdings müssen die Federn auf das höhere Gewicht eingestellt werden, außerdem kann es in Abhängigkeit von Masse und Form der Beladung zu Lenkerflattern kommen.